# 李志恒 (警務人員)
李志恒（英語：Li Chi Hang，1963年11月30日—），前香港警務處高級助理處長，於2018年接替區志光出任香港警務處刑事及保安處處長。現時亦是警察足球隊成員。

## 背景
李志恒早年就讀高主教書院，為該校小學部1976年下午校及中學部1981年中五與1983年中七畢業生。在校時為學校足球隊成員。又曾於1982年至1983年參與校內與聖嘉勒女書院合辦、名為「Community Project」的義工團，到石排灣的成人夜小學以學生老師身份義務教育因早年已投身工作而失學的工廠工人。
他於1980年代曾經加入無綫電視任職綜藝節目《歡樂今宵》的助理編導。及後於1988年1月25日加入香港警務處，任職督察。他在1993年1月25日升為高級督察，1997年8月15日再晉升為總督察。曾擔任多個與刑事及情報有關的崗位。直至2009年獲擢升為高級警司後，被派駐刑事情報科及刑事部總部。李志恒在2013年1月25日晉升為總警司，先後出任深水埗區指揮官以及新界北總區副指揮官。期間於2013年6月獲頒香港警察長期服務獎章加敍第一勳扣。在2015年年初，他調任警務處保安部擔任部門副主管，並於同年六月升為警務處助理處長，掌管保安部。其後以高級助理處長身份在2018年年初再升為刑事及保安處處長，一直出任此職至今。
2018年12月，李志恒趁聖誕節休假偕同妻子及親戚一行七人到日本北海道小樽市旅遊時遇上車禍，導致頸椎受傷且下半身麻痺，需要送往醫院接受手術。而與李志恒乘坐車輛相撞的對頭汽車乘客包括藝人曾志偉。李志恒在2019年2月13日乘飛機返回香港，並入住瑪麗醫院私家病房；經初步治療後再轉到麥理浩復康院療養。
2020年11月，李志恒退休，由蔡展鵬接替其崗位。

## 外部連結
- 紅圈者為李志，1983 F5A，香港灣仔高主教書院 （页面存档备份，存于）